# Mujer descansando
Mujer descansando es una de las obras más innovadoras «para su tiempo» del pintor y escultor español Guillermo Silveira (1922-1987). Según el propio autor está realizada a base de «formas texturales metálicas, látex y gouache» sobre papel y sus dimensiones son de 40 x 55 cm.

## Historia y características
Si se tiene presente que se expuso por primera vez en la Real Sociedad Económica Extremeña de Amigos del País de Badajoz en diciembre de 1963, la pieza se debió ejecutar en su domicilio estudio de la antigua calle del Pilar (hoy Avda. Antonio Montero Moreno) n.º 1-3.º izda. de la capital pacense, en el que el pintor residió con su familia desde mediados de 1962 hasta finales de los años 1960 o comienzos de la década siguiente en que se trasladó al bloque de suboficiales del Ejército del Aire, ubicado en Traseras de Colón n.º 1-1.º 2. Al igual que las obras del artista también de principios de la década de los sesenta Payaso triste (mayo de 1962) y Joven maternidad (1963) fue adquirida en su momento por el poeta y periodista del diario Hoy Manuel Villamor.
Artísticamente destaca sobre todo la incorporación de una serie de «materiales diversos» que prestan a la obra un carácter tridimensional, algo rara vez visto hasta entonces por el público extremeño. Cromáticamente predominan los espacios terrosos, azules y blancos, delimitados por fuertes líneas negras.

## Exposiciones
- «Pinturas de Silveira». Real Sociedad Económica Extremeña de Amigos del País. Celebrada eventualmente en la sala de exposiciones de la Casa de la Cultura de la Diputación Provincial de Badajoz, 17-25 de diciembre de 1963.[6]
- «Pinturas de Silveira». Sala de exposiciones de la Sociedad de Instrucción y Recreo Liceo de Mérida (Badajoz), 9-13 de febrero de 1964 (n.º 13).[11][6]

### Hemerografía
- Medina, Tico (23 ene. 1969). «Las cosas y las gentes de esta tierra: El pintor». Informaciones. Crónica de España (Madrid): 25.
- REDACCIÓN (18 dic. 1963). «Fue inaugurada la exposición pictórica de Silveira en Amigos del País». Hoy (Badajoz): 4.
- REDACCIÓN (13 feb. 1964). «Inauguración de la exposición de pinturas de Silveira García-Galán». Hoy (Badajoz): 12.

- Datos: Q56755724